# Komuna e Kodovjatit
Komuna e Kodovjatit är en kommun i Albanien.   Den ligger i prefekturen Qarku i Elbasanit, i den centrala delen av landet, 70 km sydost om huvudstaden Tirana.
```
Runt Komuna e Kodovjatit är det ganska glesbefolkat, med 
38
 invånare per kvadratkilometer.
[
2
]
```